# Théodose de Tripoli
Pour les articles homonymes, voir Théodose.
Théodose de Tripoli (selon Paul Ver Eecke) ou Théodose de Bithynie (né vers -160 à Tripolis, dans la province de Bithynie – mort vers -90) est un astronome et mathématicien grec auteur d'un traité sur la géométrie de la sphère, les Sphériques. Vitruve lui attribue l'invention d'un cadran solaire universel (c'est-à-dire indiquant l'heure indépendamment du lieu d'utilisation). 
Les Sphériques de Théodose, où sont nommés les grands cercles de la sphère (équateur, méridiens) et où apparaît la notion de triangle sphérique, sont en réalité un traité d'astronomie. Cet ouvrage, qui est commenté par Pappus d'Alexandrie dans sa Collection mathématique, est peut-être issu d'un traité antérieur d'Eudoxe de Cnide. Francesco Maurolico en fit la traduction en latin au XVIe siècle.

## Œuvre
- Les Sphériques de Théodose de Tripoli, trad. en français de P. ver Eecke, éd. Albert Blanchard
- Les Habitations, décrit l'aspect du ciel étoilé sous différentes latitudes terrestres
- Sur les Jours et les Nuits, traite du mouvement apparent du Soleil depuis la Terre